# Pany Yathotou
Pany Yathotou (ur. 18 lutego 1951 w Xieng Khouang) – laotańska polityczka, bankier, od 23 grudnia 2010 prezydentka Zgromadzenia Narodowego Laosu ("Sapha Heng Xat").

## Życiorys
Urodziła się 18 lutego 1951 w prowincji Xieng Khouang w północno-wschodniej części Laosu, przy granicy z Wietnamem. Jest członkinią Laotańskiej Partii Ludowo-Rewolucyjnej (PPPL).
Ukończyła finanse i rachunkowość na Wietnamskim Uniwersytecie Narodowym w Hanoi. Od 1978 zajmowała najwyższe stanowiska w Banku Laotańskiej Republiki Ludowo-Demokratycznej, w tym stanowiska Dyrektorki Generalnej w Departamencie Walut Zagranicznych, Dyrektorki Generalnej w Departamencie Gospodarki Planowanej, a także Dyrektorki Generalnej w Departamencie Inwestycji. W latach 1986–1997 była Dyrektorką Banku Laotańskiej Republiki Ludowo-Demokratycznej. 
21 grudnia 1997 została deputowana do Zgromadzenia Narodowego Laosu. 23 grudnia 2010 została wybrana po raz pierwszy na Prezydentkę parlamentu, a 20 kwietnia 2016 po raz drugi.